# Додзин-кай

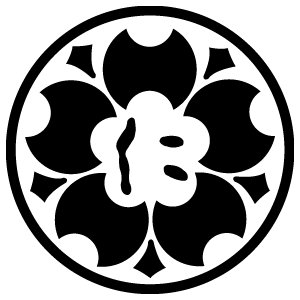
Додзин-кай

Додзин-кай (道仁会, Dōjin-kai) — организация якудза со штаб-квартирой в Курумэ, Фукуока, на японском острове Кюсю, синдикат якудза, насчитывающий около 760 членов. Помимо того, что Додзин-кай известна как воинствующая организация якудза, она также известна как фактический наркокартель, поскольку её деятельность предположительно включала крупномасштабную торговлю наркотиками, особенно метамфетамином, который традиционно избегается в мире якудза.
Занимаясь торговлей наркотиками, Додзин-кай предположительно является крупнейшим оптовым торговцем наркотиками в Японии с конца XX века, после расформирования трех других группировок якудза, базировавшихся на севере Кюсю: Садаока-гуми, Хамада-кай и Ямано-кай.